# Tycherus dilleri
Tycherus dilleri là một loài tò vò trong họ Ichneumonidae.